# 布埃拉雷马
布埃拉雷马（葡萄牙語：Buerarema）是巴西巴伊亚州的一个市镇。总面积209.56平方公里，总人口20454人，人口密度97.6人/平方公里。